# Шошоне (горы)
Шошоне (англ. Shoshone Mountains) — горный массив зоны долин и хребтов площадью около 1000 км², имеет длину около 106 км и ширину около 9,7 км; простирается с севера на юг по территории округов Най и Ландер в штате Невада, в США. Название дано в честь народа шошонов. В среднем за год в районе гор выпадает около 38 см осадков. Около 58 % территории гор находится в ведении Бюро землеустройства. Около 42 % — в ведении Лесной службы. Малую часть территории занимают индейская резервация Йомба и частные землевладения.
На западе от гор Шошоне расположен город-призрак Айона. Там же, на окраине самих гор, находится парк штата Берлин — Ихтиозавр, который примыкает к долине Айона на юге от исторического округа Берлин. Старый шахтёрский посёлок и город-призрак Голден находятся в южной части гор Шошоне.
Государственная автомагистраль 50 пересекает северную окраину гор к югу от горы Эйри и в 26 км к западу от малого города Остин. 722 трасса штата Невада пересекает горы Шошоне по вершине Рейлроуд-Пасс к северу от горы Айрон-Маунтин, после пересечения долины реки Рис на юго-западе от Государственной автомагистрали 50, недалеко от малого города Остин. Затем трасса тянется по долине Смит-Крик, параллельно горам Шошоне, на протяжении около 21 км, прежде чем поворачивает на запад и присоединяется к Государственной автомагистрали 50 возле поселения Мидлгейт у гор Десатоя. 844 трасса штата Невада пересекает Райский хребет к северо-востоку от поселения Габс и долину Айона в районе парка штата Берлин — Ихтиозавр на западной окраине гор Шошоне.
Горы Шошоне окружают долины Айона и Смит-Крик на западе, долина реки Рис на востоке и долина Биг-Смоки на юге. Горы граничат с горным хребтом Тойябе на востоке, горными хребтами Рейвенсвуд и Нью-Пасс на севере, горами Десатоя и Райским хребтом на западе и Кедровыми горами округа Минерал на юго-западе.
Горы Шошоне включают вершины в порядке с юга на север: Ардивей (2867 м), Баффало (2754 м), Саут-Шошоне-Пик (3067 м), Норт-Шошоне-Пик (3143 м), Айрон-Маунтин (2371 м), Эмигрант-Пик (2392 м), Эйри (2320 м).
Растительность представлена, главным образом, полынью и можжевельником. Шошонские горы являются местом обитания чернохвостых оленей, бурундуков, койотов, лосей и многих других мелких животных, таких как землеройки и белки. В течение года на территории гор наблюдают около 21 вида птиц, включая воробьев, дятлов и цветных трупиалов.